# Pik Engels
Der Pik (Friedrich) Engels ist ein Berg im Hochgebirge Pamir.

## Lage
Der Berg hat eine Höhe von 6510 m. Der Pik Engels ist der dritthöchste Berg in der Schachdarakette im Südwesten des Pamirgebirges.

## Namensherkunft
Der Namensgeber ist der deutsche Philosoph und Nationalökonom Friedrich Engels. 3,9 km westsüdwestlich des Berges befindet sich der 6726 m hohe Pik Karl Marx, benannt nach Engels’ Freund und Arbeitspartner Karl Marx.
Seinen Namen erhielt der Berg in der Sowjetzeit. Zuvor war er von den ersten russischen Entdeckern, die das entlegene Gebiet besuchten. Gegen Ende des 19. Jahrhunderts ursprünglich Pik Imperatrizy Marii – „Gipfel der Kaiserin Maria“ nach der Maria Fjodorowna, geborene Dagmar von Dänemark (1847–1928) der Ehefrau des russischen Zaren Alexander III. (1845–1894) benannt.

## Besteigungsgeschichte
Die Erstbesteigung gelang im Jahr 1954 einer Bergsteigergruppe unter Führung von M. Gvarliani.